# Fryderyk Karol I Hohenlohe-Waldenburg-Schillingsfürst
Fryderyk Karol I Józef, książę Hohenlohe-Waldenburg-Schillingsfürst (ur. 5 maja 1814 w Stuttgarcie; zm. 26 grudnia 1884 w Kupferzell) – członek domu Hohenlohe, w latach 1839–1884 władca państwa stanowego Hohenlohe-Waldenburg.

## Życiorys
Fryderyk Karol był synem księcia Karola Albrechta III i jego drugiej małżonki Leopoldiny, księżnej Fürstenbergu. Nastąpił po swoim ojcu, jako książę Hohenlohe-Waldenburg-Schillingsfürst. Miał czworo rodzeństwa: Karolinę (1800–1857), która w 1823 wyszła za barona Gustawa Coestera i utrzymywała z Fryderykiem Karolem bliskie stosunki, Katarzynę (1817–1893), Karola (1818–1875) i Egona (1819–1865). Lata wczesne spędził w Kupferzell i Donaueschingen. W 1837 przystąpił do rosyjskiej służby, dzięki cesarzowi został rosyjskim generałem broni oraz szefem sztabu generalnego cesarza Aleksandra II. Po abdykacji ojca w 1839 roku przeprowadził się do Bad Mergentheim.
Fryderyk Karol działał jako prezydent konsorcjum wirtemberskiej izby parlamentu. Książę angażował się także w politykę socjalną, w 1848 roku utworzył on okręgowe stowarzyszenie charytatywne dla państwa stanowego Hohenlohe-Waldenburg i był jego prezydentem aż do śmierci.
Z jego inicjatywy, doszło także do powstania innych fundacji i instytucji: w roku 1844 - instytucja położnicza w Waldenburgu, 1844 – fundacja Leopoldiny w Kupferzell, 1852 – fundacja Teresy (służąca wspieraniu ubogich katoliczek o imieniu Teresa), 1854 – fundacja Katarzyny (świadczenia dla pośmiertnych książąt), 1854 – szkoła Karola (dla niemowląt), 1861 – szpital Leopoldyny oraz w roku 1870 – stowarzyszenie sanitarne (dla ofiar wojny roku 1870-go). Książę brał także kreatywnie udział w rozdaniu stypendiów fundacyjnych Öhringu.

## Zainteresowania i pasje
Uchodził za uznanego niemieckiego heraldyka oraz pioniera nowożytnej sfragistyki. W dziedzinie heraldyki zdobył uznanie, dzięki wykazaniu heraldycznego futra i jego znaczenia. W 1850 roku wydał spis treści wszystkich hohenlohskich praw rodowych, które jeszcze nigdzie nie były kodyfikowane. Z jego inicjatywy otworzono „archiwa hohenlohskich dziejów”, jako zbioru różnorodnych przyczynek w historię rodu Hohenlohe. Rozpoczęto ich wydawanie. Pierwszy tom pojawił się w latach 1857–1860, a drugi w 1870 roku.
Na bazie jego zbioru odlewów pieczęci, zostało założone dzisiejsze waldenburskie muzeum pieczęci. Imitował w dalszej kolejności zbiory monet i medali. Fryderyk Karol zredagował liczne rozprawy naukowe poszczególnych zagadnień sfragistyki oraz heraldyki. Do tego zaliczane są badania nad pieczęcią żeńską, jako własny typ, nad heraldyczną funkcja futra, nad pieczęciami palatynu tubińskiego oraz nad herbem Szenków Limburgu lub nad kolorami flagi rzeszy. Zasadnicze były jego starania, przez rozwój szerokiej klasyfikacji pieczęci, stworzenia podstaw sfragistyki jako niezależnej nauki. Za swoje naukowe osiągi otrzymał tytuł doktora honoris causa.

## Odznaczenia
- Wielki Mistrz Orderu Domowego Feniksa (od 1850, Hohenlohe)[1]
- Order Świętego Włodzimierza IV kl. z mieczami (Rosja)[1]
- Broń Złota „Za Waleczność” (Rosja)[1]
- Medal Wojny 1853–56 na wst. św. Andrzeja (Rosja)[1]
- Krzyż Wielki Orderu Orła Czerwonego (Prusy)[1]
- Krzyż Wielki Orderu Królewskiego Alberta (Saksonia)[1]
- Krzyż Wielki Orderu Lwa Zeryngeńskiego (Badenia)[1]
- Krzyż Wielki Orderu Domowego Hohenzollernów (Sigmarinen)[1]

## Małżeństwo i potomstwo
W 1840 roku Fryderyk Karol ożenił się z księżną Teresą Hohenlohe-Schillingsfürst. Miał dziewięcioro dzieci:
- Mikołaja (1841–1886)
- Wiktora (1842–1885)
- Aleksandrę (*/† 1844)
- Fryderyka (*/† 1845)
- Fryderyka Karola (1846-1924)
- Klodwiga (1848–1929)
- Karola Egona (1849–1910)
- Teresę (1851–1923)
- Ludwika Gustawa (1856–1877).